# Liste des ministres luxembourgeois des Affaires étrangères
Au Grand-Duché de Luxembourg, le ministre des Affaires étrangères et européennes est un membre du gouvernement. Le ministre est responsable des relations internationales et diplomatiques du Luxembourg. Il gère aussi la politique européenne du pays.
La fonction est créée en 1848 sous le nom d'administrateur général des Affaires étrangères, de la Justice et des Cultes. La dénomination change le 5 novembre 1937 pour le terme de Ministre des Affaires étrangères. Il prend sa forme actuelle le 4 décembre 2013.

## Liste des ministres des Affaires étrangères
| Ministre                                                                      | Ministre          | Ministre         | Parti                            | Intitulé | Ministre délégué Secrétaire d'État | Ministre délégué Secrétaire d'État                                                   | Parti                | Intitulé                                                                             | Date de début   | Date de fin     | Gouvernement        |
| ----------------------------------------------------------------------------- | ----------------- | ---------------- | -------------------------------- | --- | ---------------------------------- | ------------------------------------------------------------------------------------ | -------------------- | ------------------------------------------------------------------------------------ | --------------- | --------------- | ------------------- |
|                                                                               |                   | Joseph Bech      | RP                               | Ministre des Affaires étrangères, de la Viticulture, des Arts et des Sciences                                   |                                    |                                                                                      |                      |                                                                                      | 5 novembre 1937 | 10 mai 1940     | Dupong-Krier        |
| Ministre des Affaires étrangères                                              | 10 mai 1940       | Joseph Bech      | RP                               | 23 septembre 1944                                                                                               | Gouvernement en exil               |                                                                                      |                      |                                                                                      |                 |                 |                     |
| Ministre des Affaires étrangères, de la Viticulture, des Arts et des Sciences | 23 septembre 1944 | Joseph Bech      | RP                               | 23 février 1945                                                                                                 | Gouvernement de la Libération      |                                                                                      |                      |                                                                                      |                 |                 |                     |
|                                                                               | CSV               | Joseph Bech      | Ministre des Affaires étrangères | 23 février 1945                                                                                                 | Gouvernement de la Libération      | 14 novembre 1945                                                                     |                      |                                                                                      |                 |                 |                     |
| Ministre des Affaires étrangères                                              | CSV               | Joseph Bech      | 14 novembre 1945                 | 1er mars 1947                                                                                                   | Gouvernement d'Union nationale     |                                                                                      |                      |                                                                                      |                 |                 |                     |
| Ministre des Affaires étrangères et du Commerce extérieur                     | CSV               | Joseph Bech      | 1er mars 1947                    | 3 juillet 1951                                                                                                  | Dupong-Schaus                      |                                                                                      |                      |                                                                                      |                 |                 |                     |
| Ministre des Affaires étrangères, du Commerce extérieur et de la Force armée  | CSV               | Joseph Bech      | 3 juillet 1951                   | 29 décembre 1953                                                                                                | Dupong-Bodson                      |                                                                                      |                      |                                                                                      |                 |                 |                     |
| Ministre d'État, Président du Gouvernement                                    | CSV               | Joseph Bech      | 29 décembre 1953                 | 29 mars 1958 | Bech-Bodson                        |                                                                                      |                      |                                                                                      |                 |                 |                     |
| Ministre des Affaires étrangères                                              | CSV               | Joseph Bech      | 29 mars 1958                     | 2 mars 1959 | Frieden                            |                                                                                      |                      |                                                                                      |                 |                 |                     |
| Ministre des Affaires étrangères                                              |                   |                  | Eugène Schaus                    | DP | 2 mars 1959                        | 15 juillet 1964                                                                      | Werner-Schaus I      |                                                                                      |                 |                 |                     |
| Ministre des Affaires étrangères                                              |                   |                  | Pierre Werner                    | CSV | 15 juillet 1964                    | 3 janvier 1967                                                                       | Werner-Cravatte      |                                                                                      |                 |                 |                     |
| Ministre des Affaires étrangères                                              |                   |                  | Pierre Grégoire                  | CSV | 3 janvier 1967                     | 1er février 1969                                                                     | Werner-Cravatte      |                                                                                      |                 |                 |                     |
|                                                                               |                   | Gaston Thorn     | DP                               | Ministre des Affaires étrangères et du Commerce extérieur                                                       | 1er février 1969                   | 15 juin 1974                                                                         | Werner-Schaus II     |                                                                                      |                 |                 |                     |
| 15 juin 1974                                                                  | 16 juillet 1979   | Gaston Thorn     | DP                               | Ministre des Affaires étrangères et du Commerce extérieur                                                       | Thorn-Vouel-Berg                   |                                                                                      |                      |                                                                                      |                 |                 |                     |
| Ministre des Affaires étrangères, du Commerce extérieur et de la Coopération  | 16 juillet 1979   | Gaston Thorn     | DP                               | 22 novembre 1980                                                                                                | Werner-Thorn-Flesch                |                                                                                      |                      |                                                                                      |                 |                 |                     |
| Ministre des Affaires étrangères, du Commerce extérieur et de la Coopération  |                   |                  | Colette Flesch                   | DP | 22 novembre 1980                   | 20 juillet 1984                                                                      | Werner-Thorn-Flesch  |                                                                                      |                 |                 |                     |
| Ministre des Affaires étrangères, du Commerce extérieur et de la Coopération  |                   |                  | Jacques Poos                     | LSAP |                                    | Robert Goebbels                                                                      | LSAP                 | Secrétaire d’État aux Affaires étrangères, au Commerce extérieur et à la Coopération | 20 juillet 1984 | 14 juillet 1989 | Santer-Poos I       |
| Ministre des Affaires étrangères, du Commerce extérieur et de la Coopération  |                   | Georges Wohlfart | Jacques Poos                     | LSAP | LSAP                               | Secrétaire d’État aux Affaires étrangères, au Commerce extérieur et à la Coopération | 14 juillet 1989      | 13 juillet 1994                                                                      | Santer-Poos II  |                 |                     |
| Ministre des Affaires étrangères, du Commerce extérieur et de la Coopération  | 13 juillet 1994   | Georges Wohlfart | Jacques Poos                     | LSAP | LSAP                               | Secrétaire d’État aux Affaires étrangères, au Commerce extérieur et à la Coopération | 20 janvier 1995      | Santer-Poos III                                                                      |                 |                 |                     |
| Ministre des Affaires étrangères, du Commerce extérieur et de la Coopération  | 20 janvier 1995   | Georges Wohlfart | Jacques Poos                     | LSAP | LSAP                               | Secrétaire d’État aux Affaires étrangères, au Commerce extérieur et à la Coopération | 26 janvier 1995      | Juncker-Poos I                                                                       |                 |                 |                     |
| Ministre des Affaires étrangères, du Commerce extérieur et de la Coopération  | 26 janvier 1995   | Georges Wohlfart | Jacques Poos                     | LSAP | LSAP                               | Secrétaire d’État aux Affaires étrangères, au Commerce extérieur et à la Coopération | 30 janvier 1999      | Juncker-Poos II                                                                      |                 |                 |                     |
| Ministre des Affaires étrangères, du Commerce extérieur et de la Coopération  |                   | Lydie Err        | Jacques Poos                     | LSAP | LSAP                               | Secrétaire d’État aux Affaires étrangères, au Commerce extérieur et à la Coopération | 30 janvier 1999      | 7 août 1999                                                                          | Juncker-Poos II |                 |                     |
|                                                                               |                   | Lydie Polfer     | DP                               | Ministre des Affaires étrangères et du Commerce extérieur                                                       |                                    |                                                                                      |                      |                                                                                      | 7 août 1999     | 19 juillet 2004 | Juncker-Polfer      |
|                                                                               |                   | Charles Goerens  | DP                               | Ministre des Affaires étrangères et du Commerce extérieur                                                       | 19 juillet 2004                    | 31 juillet 2004                                                                      | Juncker-Polfer       |                                                                                      |                 |                 |                     |
|                                                                               |                   | Jean Asselborn   | LSAP                             | Ministre des Affaires étrangères et de l'Immigration                                                            |                                    | Nicolas Schmit                                                                       | LSAP                 | Ministre délégué aux Affaires étrangères et à l'Immigration                          | 31 juillet 2004 | 23 juillet 2009 | Juncker-Asselborn I |
| Ministre des Affaires étrangères                                              |                   |                  |                                  | | 23 juillet 2009                    | 4 décembre 2013                                                                      | Juncker-Asselborn II |                                                                                      |                 |                 |                     |
| Ministre des Affaires étrangères et européennes                               | 4 décembre 2013   | 5 décembre 2018  | Bettel I                         | |                                    |                                                                                      |                      |                                                                                      |                 |                 |                     |
| Ministre des Affaires étrangères et européennes                               | 5 décembre 2018   | 17 novembre 2023 | Bettel II                        | |                                    |                                                                                      |                      |                                                                                      |                 |                 |                     |
|                                                                               |                   | Xavier Bettel    | DP                               | Ministre des Affaires étrangères et européennes, de la Coopération, du Commerce extérieur et à la Grande Région | 17 novembre 2023                   | en cours                                                                             | Frieden              |                                                                                      |                 |                 |                     |